# Silver City (film)
Silver City è un film del 2004 diretto e scritto da John Sayles.

## Trama
Dikie Pilager, candidato al congresso del Colorado, è figlio di un ex-governatore. La sua famiglia possiede quasi metà dello Stato e cura gli interessi di una serie di uomini d’affari interessati a diversi settori: edilizia, estrazioni minerarie, informazione, sanità, tabacco. Nel corso delle riprese di un  spot elettorale, il candidato pesca inavvertitamente un cadavere nelle verdi acque del lago Arapaho. Il  manager della campagna, Chuck Raven, corre ai ripari assumendo per le indagini un giornalista locale dall'apparenza candida di nome Danny O'Brien. Questo indaga e scopre un ginepraio di interessi anti-ecologisti in cui sono contrapposte diverse lobby economiche ed complici le Corporation dei Media.